# Ruperto Herrera Tabio
Ruperto Nicolás Herrera Tabio (nacido el 6 de diciembre de 1949 en La Habana, Cuba) es un exjugador de básquetbol cubano, que ganó la medalla de bronce con la selección nacional de su país en los Juegos Olímpicos de 1972 en Múnich.
Fue ocho veces campeón de la Liga cubana (1965-1969, 1971, 1973 y 1975) como alero del Industriales, club en el que jugó desde 1965 hasta 1982. 
Participó junto a la selección nacional en los Juegos Olímpicos de México 1968, Munich 1972, Montreal 1976 y Moscú 1980, consiguiendo una medalla de bronce en Múnich. Consiguió una medalla de bronce y dos cuartos lugares en los Juegos Panamericanos y disputó dos Copas Mundiales.